# Hisanori Shirasawa
Hisanori Shirasawa (白澤 久則, Shirasawa Hisanori, Kobe, 13 december 1964) is een Japans voormalig voetballer die als middenvelder speelde.

## Clubcarrière
Shirasawa begon zijn carrière in 1983 bij Yanmar Diesel. In 10 jaar speelde hij er 93 competitiewedstrijden. Hij tekende in 1993 bij Kyoto Purple Sanga. Shirasawa beëindigde zijn spelersloopbaan in 1993.

## Interlandcarrière
Hij nam met het Japans voetbalelftal deel aan het Aziatisch kampioenschap 1988.